# Savel Manu
Savel Manu (n. 1824, Botoșani - d. 1905) a fost un politician și general român, precum și un militant activ pentru unirea Principatelor Române. A fost șef al armatei din Moldova (1864), ministru de război de la 12 aprilie 1864 până la 29 ianuarie 1866 sub Cuza-Vodă.
A fost fiul lui Petrache Manu (din familia Manu) și al Sultanei Mavrogheni, fiica domnitorului Nicolae Mavrogheni, decapitat de turci.
A murit orb.